# Ellstorp
Ellstorp is een deelgebied (Delområde) in het stadsdeel Centrum van de Zweedse stad Malmö. Het gebied ligt tussen de spoorlijn Kontinentbanan en de weg Sallerupsvägen, ten oosten van de straat Nobelvägen. In het voormalige koloniegebied werden begin jaren 1930 elfhonderd appartementen gebouwd. De schrijver Bjorn Ranelid groeide op in deze omgeving. Grote gazons zijn karakteristiek voor dit gebied. De gebouwen hebben een ontwerp dat typisch is voor Malmö in de tweede helft van de jaren 1930 en vroege jaren 1940. In Ellstorpsparken staat een kleuterschool.